# (100179) 1994 AQ6
(100179) 1994 AQ6 es un asteroide perteneciente al cinturón de asteroides, descubierto el 7 de enero de 1994 por el equipo del Spacewatch desde el Observatorio Nacional de Kitt Peak, Arizona, Estados Unidos.